# 559 г. пр.н.е.

## Събития

### В Азия

#### Във Вавилония
- Цар на Вавилония е Нергалшарушур (560 – 556 г. пр.н.е.).[1]

#### В Мидия
- Астиаг (585/4 – 550/49 г. пр.н.е.) е цар на Мидия.[2]

#### В Персия
- На трона се възкачва Кир II (559 – 530 г. пр.н.е.). В началото той е единствено цар на Аншан и се намира във васално положение спрямо царя на Мидия, но за около 25 години Кир, наречен по-късно Велики, създава царство простиращо се от Централна Азия до бреговете на Егейско море.[3]

### В Африка

#### В Египет
- Фараон на Египет е Амасис II (570 – 526 г. пр.н.е).[4]

## Починали
- Камбис I, цар на Аншан